# Церковь Александра Невского (Перелюб)
Церковь Александра Невского, Александро-Невская церковь — православный храм и памятник архитектуры местного значения в Перелюбе.

## История
Решением исполкома Черниговского областного совета народных депутатов от 26.06.1989 № 130 присвоен статус памятник архитектуры местного значения с охранным № 60-Чг под названием Церковь Александра Невского. Установлена информационная доска «Александровская церковь 1826 г.».

## Описание
Церковь Александра Невского построена в 1826 году в стиле классицизма.
Каменная, однонефная, однокупольная, крестообразная в плане церковь, удлинённая по оси запад—восток. Храм венчает купол на цилиндрическом световом барабане. С севера и юга примыкают короткие рамены (прямоугольные в плане притворы). С востока примыкает полукруглая апсида. С западной стороны располагается притвор с колокольней — четверик на четверике, на первом ярусе которой — главный вход, втором — звоны. Колокольню венчается куполом со шпилем и крестом. С запада, севера и востока входы украшены четырёхколонными портиками, увенчанными треугольными фронтонами. Углы торцов западного притвора акцентированы парами колонн. Оконные проёмы и ниши на фасаде арочные.